# Резня в Дракуличе
Резня в Дракуличе (серб. Масакр у Дракулићу, хорв. Pokolj u Drakuliću), также известная как Резня в Дракуличе, Шарговаце и Мотике (серб. Масакр у Дракулићу, Шарговцу и Мотикама) — массовое убийство сербских мирных жителей, совершённое усташами 7 февраля 1942 года в сёлах Дракулич, Шарговац, Мотике и шахте Раковац (ныне территория общины Баня-Лука Республики Сербской, Босния и Герцеговина). Является самым крупным преступлением геноцида сербов по количеству жертв за один день (без учёта убийств, совершённых в концлагерях Госпич—Ядовно—Паг и Ясеновац).

## Убийства
Солдаты личной охраны Анте Павелича и 8-го усташского батальона утром 7 февраля 1942 ворвались в Дракулич и стали убивать живших там сербов. Усташи убили более 2300 человек: в основном это были дети, женщины и старики (почти все дееспособные мужчины к тому моменту или попали в плен, или ушли в партизаны). Карательной операцией командовал капитан домобранства Йосип Мишлов при поддержке монаха-францисканца Мирослава Филиповича (считается, что Филипович приказал убить сначала всех детей). План операции составил комендант Виктор Гутич. Все преступники были из гарнизонов Загреба и Баня-Луки. Многие были убиты сербосеком, многие — сербомолотом. Среди убитых большую часть составили люди, отказавшиеся в то утро уходить из села и запершиеся в своих домах.
| Жертвы усташской резни в Дракуличе, Шарговаце, Мотике и Раковаце 7 февраля 1942 |         |
| Место резни                                                                     | Погибло |
| Дракулич                                                                        | 1363    |
| Шарговац                                                                        | 257     |
| Мотике                                                                          | 679     |
| Шахта Раковац и соседние шахты                                                  | 16      |
| Итого                                                                           | 2315    |

Согласно списку из книги Драгое Лукича «Война и дети Козары», всего погиб 551 ребёнок: из них 294 в Дракуличе, 207 в Мотике и 50 в Шарговаце. По описанию свидетелей, в сёлах усташи насиловали несовершеннолетних девочек, после чего протыкали их штыками и ножами в промежность.

## Суд
Мирослав Филипович в 1946 году был признан виновным не только в резне в Дракуличе, но и во многих других преступлениях против сербского населения, после чего был казнён через повешение. Виктор Гутич сбежал в Италию, но вскоре она выдала его Югославии: 20 февраля 1947 года Гутич был повешен в Баня-Луке.

## Память
Только в 1965 году в Дракуличе был установлен памятник жертвам резни, на котором была изображена красная звезда и надпись «Благодарный народ установил памятник патриотам, пострадавшим от фашистского террора» (серб. Захвални народ подиже споменик родољюбима настрадалим от фашистичког терора). Однако на памятнике было указано, что жертвами резни стали 1400 человек, но не упоминалось о национальности жертв и/или убийц.